# Plan Ibarretxe

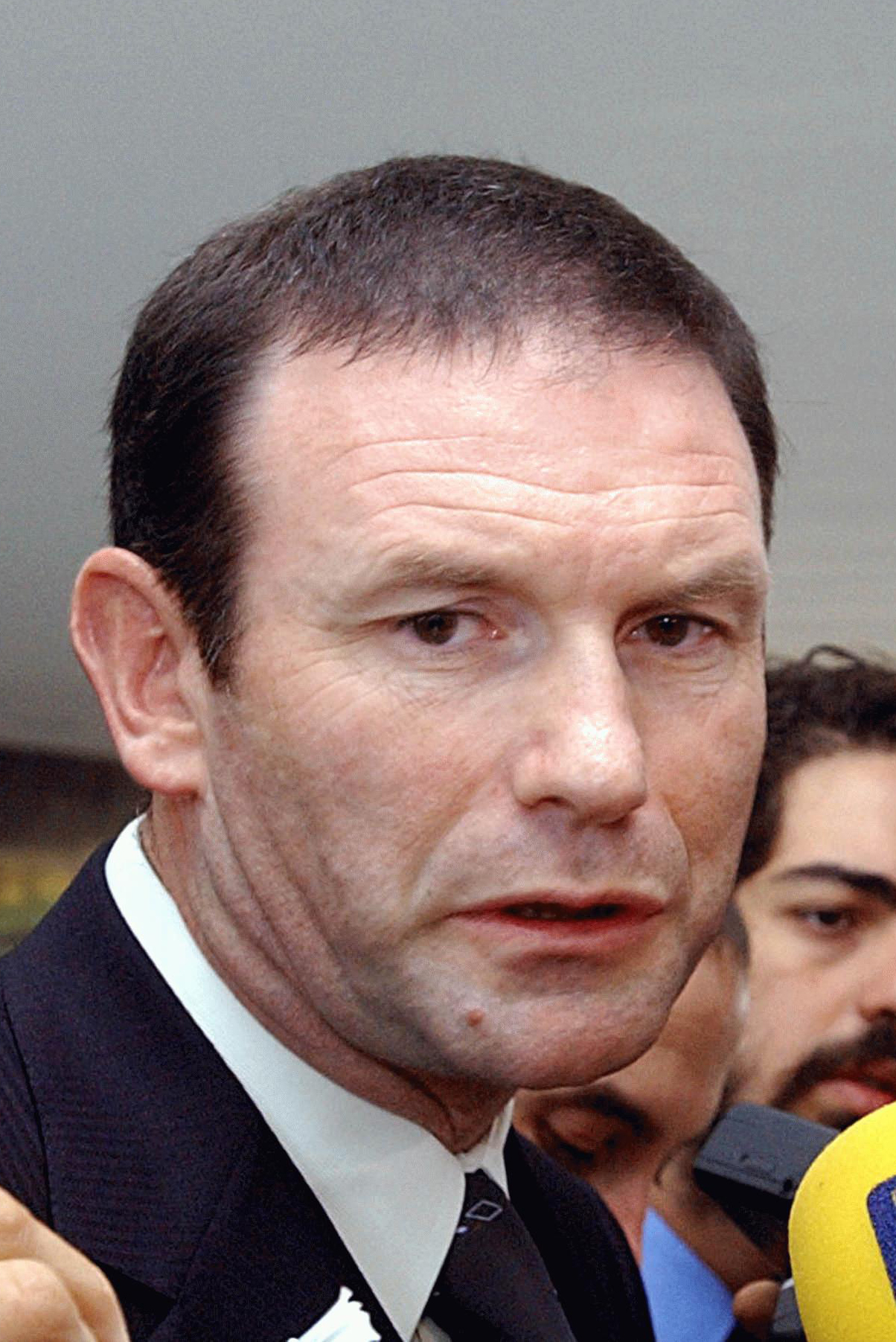
Le lehendakari Juan José Ibarretxe.

Le plan Ibarretxe est un projet de réforme du statut d'autonomie du Pays basque annoncé par le lehendakari Juan José Ibarretxe lors d'un discours de politique générale en septembre 2001 et présenté le 25 octobre 2003. Approuvé par le Parlement basque le 30 décembre 2004, le plan est envoyé au Congrès des députés en janvier suivant et rejeté le 1er février.

## Historique

### Genèse
Conformément au programme électoral du PNV, le gouvernement basque propose une réforme du Statut d'autonomie du Pays basque, sous le nom de Statut politique de la Communauté d'Euskadi, plus familièrement connu comme le plan Ibarretxe, du nom de son principal promoteur.
Celui-ci repose sur l'idée d'une « libre association » entre le Pays basque et l'Espagne, d'une souveraineté partagée et du droit à l'autodétermination, et se présente comme une troisième voie entre les postures dites constitutionnalistes du PP et du PSE-EE (PSOE) et l'indépendantisme de EH et ETA. La proposition se définit comme une « proposition de pacte politique matérialisé dans un nouveau modèle de relation avec l'État espagnol, basé sur la libre association et compatible avec les possibilités de développement d'un État composé, plurinational et asymétrique ». Elle déborde le cadre constitutionnel du moment et défend la création d'un nouveau cadre juridique dans lequel une grande partie des compétences se trouveraient dans les mains des institutions du Pays basque, l'État espagnol ne jouant plus qu'un rôle jugé résiduel par les opposants au plan.

### Parcours parlementaire
Les principales forces politiques espagnoles considèrent que le plan viole, tant dans ses procédés que dans son contenu, le cadre de la Constitution de 1979. Pour entrer en vigueur, la proposition, étant une réforme d'un statut d'autonomie, doit être approuvée par la majorité absolue au parlement basque, puis par le Congrès des députés et le sénat par l'intermédiaire d'une loi organique.
Ibarretxe déclare que, dans le cas où la proposition se trouve bloquée aux Cortes espagnoles, il convoquera un référendum au Pays basque pour permettre aux Basques de décider de leur futur.
En réponse, le 28 novembre 2004, le gouvernement d'Aznar propose l'addition au code pénal d'un article établissant comme un délit puni d'une peine de 3 à 5 ans d'emprisonnement, et entre 6 et 10 ans d'inéligibilité, le fait pour un élu public de convoquer des élections ou un référendum sans l'autorisation préalable des Cortes. La réforme est rapidement approuvée, avec les seuls votes favorables du PP, les autres groupes parlementaires faisant le choix de s'abstenir, et entre en vigueur le 23 décembre suivant. 
Le PSOE tout comme le PP se montrent très critiques envers le lehendakari, le considérant excessivement nationaliste. Le plan Ibarretxe est approuvé par majorité absolue au parlement basque avec 39 votes sur 75 le 30 décembre 2004. Il est, comme c'est prévisible, rejeté au Congrès des députés par la majorité PP-PSOE-IU.
Le rejet de son plan au Congrès mène Ibarretxe à convoquer des élections anticipées pour le 17 avril 2005, dans l'espoir que ce vote soit interprété comme un plébiscite pour son plan.

## Caractéristiques
Le plan se base sur trois piliers fondamentaux :
- le peuple basque est un peuple d'Europe possédant une identité propre ;
- la reconnaissance du droit à l'autodétermination ;
- les décisions prises par les citoyens de chaque région du Pays basque doivent être respectées par les autres et les populations européennes.

Le projet de réforme inclut aussi :
- la liberté des relations entre la Navarre et le Pays basque français ;
- un pouvoir judiciaire autonome ;
- que l'Espagne garantisse une représentation directe du Pays basque en Europe ;
- des garanties pour que le nouveau statut ne puisse pas être restreint ou annulé unilatéralement ;
- la reconnaissance de la citoyenneté et de la nationalité basque à tous les habitants de la communauté autonome et la possibilité de posséder les nationalités basque et espagnole sans que cela engendre des droits ou obligations supplémentaires ;
- la reconnaissance de sélections sportives basques officielles ;
- des compétences exclusives dans les Administrations publiques, l'Éducation, la Culture, le Sport, la Politique linguistique, les Affaires sociales, la Santé, l'Économie, les Finances, le Logement, l'Environnement, les Infrastructures, les Transports, la Sécurité publique, le Travail et la Sécurité sociale.